# 테이트 엘링턴
테이트 엘링턴(Tate Ellington, 1979년 5월 13일 ~ )은 미국의 배우, 연극 배우, 텔레비전 배우이다.

## 방송
- 더 브레이브
- 콴티코
- 더 민디 프로젝트 시즌3

## 영화
- 타임루프 : 벗어날 수 없는 (2017년) - 핼 역
- 콴티코 (2015년)
- 살인소설2: 다시 시작된 저주 (2015년)
- 크로닉 (2015년) - 그렉 역
- 스트레이트 아웃 오브 컴턴 (2015년) - 브라이언 터너 역
- 키친 (2012년) - 케니 역
- 실버 텅스 (2011년)
- 리멤버 미 (2010년) - 에이단 홀 역
- 레드 후크 (2009년)
- 브레이킹 업워즈 (2009년)
- 그곳에선 아무도 거짓말을 하지 않는다 (2009년)
- 챈스 일병의 귀환 (2009년)
- 레드 (2008년)
- 디센트 (2007년)
- 코끼리 왕 (2006년) - 올리버 헌트 역